# Lijn 9 (metro van Madrid)
Lijn 9 is een metrolijn in de Spaanse hoofdstad Madrid, uitgebaat door de Metro de Madrid. De lijn werd geopend op 31 januari 1980. Metrolijn 9 telt 29 stations en heeft een lengte van 39,5 kilometer. Als bijzonderheid van deze lijn geldt de overstap bij de stadsgrens op Puerta de Arganda. De metro binnen de stad wordt geëxploiteerd door metro de Madrid, in Rivas-Vaciamadrid en Arganda del Rey door TFM. Op de grens moeten de reizigers overstappen tussen de reguliere metrostellen van metro de Madrid en de tweebaks treinstellen van TFM. 

## Stations
| Station              | Overstappunt | Foto * | Type                         | Geopend          | Ligging                       | Stadsdeel           |
| -------------------- | ------------ | ------ | ---------------------------- | ---------------- | ----------------------------- | ------------------- |
| Paco de Lucía        |              | 400 !  | ondiep gelegen zuilenstation | 25 maart 2015    | 40° 29′ 59″ NB, 3° 42′ 35″ WL | Fuencarral-El Pardo |
| Mirasierra           |              | 410 !  | ondiep gelegen zuilenstation | 28 maart 2011    | 40° 29′ 27″ NB, 3° 42′ 58″ WL | Fuencarral-El Pardo |
| Herrera Oria         |              | 420 !  | ondiep gelegen zuilenstation | 3 juni 1983      | 40° 29′ 5″ NB, 3° 42′ 27″ WL  | Fuencarral-El Pardo |
| Barrio del Pilar     |              | 430 !  | ondiep gelegen zuilenstation | 3 juni 1983      | 40° 28′ 37″ NB, 3° 42′ 11″ WL | Fuencarral-El Pardo |
| Ventilla             |              | 440 !  | ondiep gelegen zuilenstation | 3 juni 1983      | 40° 28′ 10″ NB, 3° 41′ 45″ WL | Fuencarral-El Pardo |
| Plaza de Castilla    | 01 10        | 710 !  | enkelgewelfdstation          | 4 februari 1961  | 40° 27′ 58″ NB, 3° 41′ 22″ WL |                     |
| Duque de Pastrana    |              | 840 !  | enkelgewelfdstation          | 30 december 1983 | 40° 28′ 3″ NB, 3° 40′ 46″ WL  | Chamartin           |
| Pío XII              |              | 850 !  | enkelgewelfdstation          | 30 december 1983 | 40° 27′ 46″ NB, 3° 40′ 33″ WL | Chamartin           |
| Colombia             | 08           | 860 !  | ondiep gelegen zuilenstation | 30 december 1983 | 40° 27′ 23″ NB, 3° 40′ 37″ WL | Chamartin           |
| Concha Espina        |              | 870 !  | enkelgewelfdstation          | 30 december 1983 | 40° 27′ 5″ NB, 3° 40′ 39″ WL  | Chamartin           |
| Cruz del Rayo        |              | 880 !  | enkelgewelfdstation          | 30 december 1983 | 40° 26′ 47″ NB, 3° 40′ 42″ WL | Chamartin           |
| Avenida de América   | 04 06        | 1040 ! | enkelgewelfdstation          | 26 maart 1973    | 40° 26′ 19″ NB, 3° 40′ 31″ WL | Chamartin           |
| Núñez de Balboa      | 05           | 1210 ! | enkelgewelfdstation          | 26 februari 1970 | 40° 25′ 59″ NB, 3° 40′ 47″ WL | Salamanca           |
| Príncipe de Vergara  | 02           | 1470 ! | enkelgewelfdstation          | 11 juni 1924     | 40° 25′ 22″ NB, 3° 40′ 48″ WL | Salamanca           |
| Ibiza                |              | 1490 ! | enkelgewelfdstation          | 24 februari 1986 | 40° 25′ 7″ NB, 3° 40′ 43″ WL  | Retiro              |
| Sainz de Baranda     | 06           | 1510 ! | enkelgewelfdstation          | 11 oktober 1979  | 40° 24′ 54″ NB, 3° 40′ 10″ WL | Retiro              |
| Estrella             |              | 1520 ! | enkelgewelfdstation          | 31 januari 1980  | 40° 24′ 41″ NB, 3° 39′ 42″ WL | Retiro              |
| Vinateros            |              | 1530 ! | enkelgewelfdstation          | 31 januari 1980  | 40° 24′ 37″ NB, 3° 39′ 9″ WL  | Moratalaz           |
| Artilleros           |              | 1540 ! | enkelgewelfdstation          | 31 januari 1980  | 40° 24′ 19″ NB, 3° 38′ 30″ WL | Moratalaz           |
| Pavones              |              | 1550 ! | enkelgewelfdstation          | 31 januari 1980  | 40° 24′ 2″ NB, 3° 38′ 6″ WL   | Moratalaz           |
| Valdebernardo        |              | 1560 ! | kuip                         | 1 december 1998  | 40° 23′ 57″ NB, 3° 37′ 19″ WL | Vicálvaro           |
| Vicálvaro            |              | 1570 ! | enkelgewelfdstation          | 1 december 1998  | 40° 24′ 15″ NB, 3° 36′ 32″ WL | Vicálvaro           |
| San Cipriano         |              | 1580 ! | kuip                         | 1 december 1998  | 40° 24′ 14″ NB, 3° 36′ 8″ WL  | Vicálvaro           |
| Puerta de Arganda    |              | 1590 ! | kuip                         | 1 december 1998  | 40° 24′ 4″ NB, 3° 35′ 46″ WL  | Vicálvaro           |
| Rivas-Urbanizaciones |              | 1600 ! | kuip                         | 7 april 1999     | 40° 22′ 0″ NB, 3° 32′ 50″ WL  | Rivas-Vaciamadrid   |
| Rivas Futura         |              | 1610 ! | loods                        | 11 juli 2008     | 40° 20′ 29″ NB, 3° 31′ 30″ WL | Rivas-Vaciamadrid   |
| Rivas Vaciamadrid    |              | 1620 ! | talud                        | 7 april 1999     | 40° 19′ 42″ NB, 3° 31′ 14″ WL | Rivas-Vaciamadrid   |
| La Poveda            |              | 1630 ! | talud                        | 7 april 1999     | 40° 19′ 8″ NB, 3° 28′ 39″ WL  | Arganda del Rey     |
| Arganda del Rey      |              | 1640 ! | talud                        | 7 april 1999     | 40° 18′ 13″ NB, 3° 26′ 51″ WL | Arganda del Rey     |

- De sorteerwaarde van de foto is de ligging langs de lijn